# Девід Ґест (хокеїст на траві)
Девід Ґест (англ. David Guest, 22 серпня 1981) — австралійський хокеїст на траві.
Бронзовий призер Олімпійських Ігор 2008 року.
Переможець Трофею чемпіонів 2005 року.